# シンフォニア テクノロジー
シンフォニア テクノロジー株式会社（英: SINFONIA TECHNOLOGY CO., LTD.）は、発電機、電動機、搬送機器、航空宇宙、電磁クラッチ・ブレーキ、産業用大型車両、トーイングトラクター、プリンターをはじめとする電気機器などの生産を行う電機メーカーである。
元は神戸製鋼所系列で、社名も神鋼電機株式会社と称した。1917年5月1日創業で、2017年に創業100年を迎えた。

## 概要
三重県鳥羽市の現鳥羽水族館の地にあった旧鳥羽造船所の電気機器製造部門が起源。播磨造船所と共に鈴木商店の傘下に入り、神戸製鋼所の電気機器製造部門を経て、戦後、企業分割で神鋼電機として1949年（昭和24年）に設立された。
戦後復興期に、洗濯機、冷蔵庫、白熱電球といった家庭電化製品のほか、電車や電気自動車の生産も行ったことがある。2002年（平成14年）には、家庭用写真プリンターを生産し、約半世紀ぶりに一般消費者向け製品を販売していた。最近は、一般家庭への普及を狙った風力発電機等の新商品開拓や電磁クラッチ・ブレーキの競合社のM&Aにも意欲的である。
2009年（平成21年）4月1日より現社名に変更。変更の理由としては、設立母体であった神戸製鋼所との資本・業務面等のつながりが薄れたこと、それとともに神戸製鋼所グループ外への事業展開の拡大を図ることを目的としている。また新社名には、従来の「神鋼電機」のイメージを残しつつ、新しいイメージも表現しようとしているようである。「シンフォニア」とはイタリア語で「交響曲（シンフォニー）」の意。
コーポレート・ステートメントは、「響いてこそ技術」。環境ステートメントは「ECOing」。

## 沿革
- 1917年 - 鳥羽造船所内に電機工場設立。
- 1918年 - 鳥羽造船所が帝国汽船株式会社と合併。
- 1921年 - 帝国汽船が造船部を、株式会社神戸製鋼所に営業譲渡。神戸製鋼所の造船部・鳥羽工場となる。
- 1929年 - 神戸製鋼所の造船部門が播磨造船所（現・IHI）として分離したが、鳥羽電機製作所は神戸製鋼所に残った。
- 1949年 - 神戸製鋼所から分離し神鋼電機株式会社を設立。
- 2004年 - 東京都港区に本社移転。
- 2009年 - シンフォニア テクノロジー株式会社へ商号変更。
- 2017年 - 創業100年を迎える

## 事業所

### 本社
- 東京都港区芝大門1-1-30 芝NBFタワー内

### 工場
- 豊橋製作所 - 愛知県豊橋市
- 伊勢製作所 - 三重県伊勢市
- 鳥羽工場 - 三重県鳥羽市

## おもな事業分野
- 航空宇宙
  - 電源システム、アビオニクス、アクチュエーション装置、エンジン補機、宇宙用機器・装置、試験・訓練装置、地上支援器材
- 大型搬送システム
  - IV（産業車両）
    - 大形バッテリーフォーク・サイドフォーク・1～600t運搬車・無人車・レール台車・バッテリー式ロコ・鉄道向け・その他

  - GSE（空港用地上支援車両）
    - コンテナリフトローダ・パッセンジャステップ・ベルトローダ・メインデッキローダ・トーイングトラクタ
- 駅務・車両制御機器
- エコ発電
  - 垂直軸型小型風力発電装置・マイクロ水力発電装置
- クラッチ・ブレーキ
- サーボアクチュエータ
- レシプロモータ
  - 可動鉄心形直線往復運動モータ・一般産業用アクティブ制振装置
- クリーン搬送機器
  - 半導体・液晶機器
  - メディカル関連機器
- 自動車用試験装置
  - エンジン模擬用超低慣性ダイナモメータ・空冷式ダイナモメータ・EV評価用高速ダイナモメータ
  - EV用インバータ負荷シミュレータ・実車衝突実験システム
- 発電・産業電機
  - 発電エネルギー
    - スーパー、病院、業務用発電機・非常用発電設備・エンジン発電機・ガスタービン発電機・ハイブリッド発電システム

  - 産業電機
    - リフマグ（リフティングマグネット）・サブマージドモータ・超高真空コールドクルーシブル溶解炉・薄板鋼板用電磁制振装置
- 振動搬送機器
  - パーツフィーダ
- 社会システム
  - 上下水道電気施設・道路関連電気施設・公園等諸施設電気施設・大気常時観測システム・地滑り監視システム・太陽光パネル清掃ロボット
  - 遠方監視制御システム・小水力発電施設・太陽光発電施設・マルチメディアネットワーク監視システム
- プリンター
- コントローラ開発
  - 建機用・車両用・振動搬送用・風車制御・系統連系・受託開発
- RFID（ICタグ）インレットの受託製造

## グループ会社
国内
- シンフォニアエンジニアリング
- シンフォニア商事
- アイ・シー・エス
- 大崎電業社
- S&Sエンジニアリング
- シンフォニアマイクロテック

海外
- SINFONIA TECHNOLOGY(SINGAPORE)PTE. LTD.
- SINFONIA TECHNOLOGY(THAILAND)CO.,LTD.
- PT. SINFONIA TECHNOLOGY INDONESIA
- SINFONIA TECHNOLOGY (AMERICA) INC.
- 昕芙旎雅商貿（上海）有限公司
- SINFONIA ENGINEERING (SHANGHAI) CO., LTD.

## 歴代社長・創業者
- 辻湊  - 創業者
- 小田嶋修三 - 創業者
- 杉本正幸 - 第1代社長（1949年8月～1954年11月）
- 中井義雄 - 第2代社長（1954年11月～1961年11月）
- 冨満通哉 ‐ 第3代社長（1961年11月～1971年5月)